# Arthur Fickenscher
Arthur Fickenscher (* 9. März 1871 in Aurora, Illinois; † 15. April 1954 in San Francisco, Kalifornien) war ein US-amerikanischer Komponist.
Arthur Fickenscher studierte Musik in München bei Joseph Rheinberger und lebte dann als Lehrer in Oakland, Kalifornien, und Charlottesville, Virginia. Von 1911 bis 1914 war er Gesangslehrer in Berlin. Seit 1920 war er Musikdirektor der University of Virginia. 
Er komponierte ein Mimodrama, Orchestervariationen Im mittelalterlichen Stil, ein Dies irae, Visionen für Singstimme und Orchester, kirchenmusikalische Werke, ein Klavierquintett, Chöre und Lieder (darunter den Liederzyklus Willowwood). Arthur Fickenscher erfand das Polytone, ein Tasteninstrument, dessen Oktave (Musik) aus sechzig Tönen bestand.

## Werke
- Visions, sinfonische Dichtung für dramatischen Sopran und großes Orchester, 1912
- Willowwood and Wellaway, 1925
- Day of Judgment, 1927
- Out of the Gay Nineties, 1934
- From the seventh Realm, Klavierquintett, 1939
- Aucalete, sinfonische Dichtung, 1945
- Lament für Orgel, 1951
- Improvisational Fantasy für Orgel, 1954
- Aucassin and Nicolete sinfonische Dichtung für Chor und Orchester
- The Chamber Blue, Dichtung für Chor und Orchester
- The Land East of the Sun, sinfonische Dichtung für Chor und Orchester
- Old Irish Tune für Kammerorchester
- Evolutionary Quartet, Streichquartett
- Willowwood für Alt, Viola und Klavier